# ريكاردو ألبرتو راميريز
ريكاردو ألبرتو راميريز (بالإسبانية: Ricardo Alberto Ramírez)‏ هو لاعب كرة قدم أرجنتيني، ولد في 5 أبريل 1973 في Saladillo Partido ‏ في الأرجنتين، وتوفي في 1 مايو 2021 بسبب مرض فيروس كورونا 2019.